# Bermuda International 1967
Die Bermuda International 1967 fanden vom 6. bis zum 8. April 1967 in Hamilton statt. Es war die vierte Austragung dieser internationalen Titelkämpfe der Bermudas im Badminton.

## Sieger und Finalisten
| Disziplin    | Gold                           | Silber                       |
| ------------ | ------------------------------ | ---------------------------- |
| Herreneinzel | Dick Ball                      | Derek Singleton              |
| Dameneinzel  | Louise Leslie                  | Edna Allen                   |
| Herrendoppel | Dick Ball Sandy Cushman        | Eric Allwood Ashley Marshman |
| Damendoppel  | Lilian Moran Elizabeth Crayton | Lillian Clegg Edna Allen     |
| Mixed        | Dick Ball Sue Ball             | Derek Singleton Lilian Moran |